# Segle XXXVIII aC
El segle XXXVIII aC és un període de la prehistòria que comprèn des dels anys 3800 aC fins al 3701 aC. Està marcat pel desenvolupament d'assentaments de mida mitjana al continent europeu i determinades zones d'Àsia.

## Política
La civilització avança arreu. A Europa hi ha les primeres ciutats planificades al voltant de centres de reunió, que són alhora indrets fortificats per defensar-se dels pobles enemics A Egipte apareix la cultura de Maadi, que fa de pont amb les cultures del Llevant i Uruk.

## Economia i societat
Les terres del sud d'Egipte exporten pedres aptes per fer eines resistents als pobles de la zona. En canvi a la riba Mediterrània s'incrementa el comerç de productes manufacturats de cuir.
Un fort terratrèmol destrueix gran part de les viles de Xipre.

## Invents i descobriments
S'introdueixen els primers elements de càlcul, unes pedretes de forma i mida peculiar que servien per comptar productes agrícoles i ramaders (del nom llatí d'aquestes pedres, calculi, deriva justament el nom d'aquesta disciplina).

## Art, cultura i pensament
El 6 de setembre de 3761 aC és la data proposada per a la Creació segons la Bíblia i, per tant, dona inici al calendari hebreu.